# Jacques Maritain
Jacques Maritain, francoski filozof in politični mislec, * 18. november 1882, Pariz, Francija, † 28. april 1973, Toulouse, Francija. 
Bil je en izmed najpomembnejših zastopnikov (neo)tomizma v dvajsetem stoletju kot vpliven interpret italijanskega filozofa Tomaža Akvinskega.

## Življenje
Jacques Maritain, sin odvetnika Paula Maritaina in Genevieve Favre, se je rodil 18. novembra 1882 v Parizu. Šolal se je na Sorboni, kjer je študiral naravoslovne vede: kemijo, biologijo in fiziko. Tam je spoznal skrivnostno pesnico Raisso Umancon, ki je bila hčer ruskih judovskih priseljencev. Poročila sta se leta 1904  in svoje skupno življenje posvetila iskanju resnice. 
Na Sorboni sta zakonca Maritain doživela razočaranje nad znanostjo, saj nista mogla razložiti večjih eksistencialnih problemov življenja. Zato sta sklenila, da bosta naredila samomor, če jima v enem letu ne uspe najti globljega pomena eksistence. Na Charles Péguyevo pobudo sta se udeležila Bergsonovih predavanj na Collège de France. Bergsonova kritika znanosti je razrešila njuno intelektualno nezadovoljstvo in jima predstavila občutek popolnosti (ang. »the sense of the absolute«). Leta 1905 sta bila na obisku pri pisatelju Leonu Bloyju, ki ju je spodbudil k spreobrnitvi v katoliško veroizpoved.
Jeseni 1907 sta se Maritainova preselila v Heidelberg, kjer je Jacques pod vodstvom Hansa Driescha pričel s študijem biologije. Jacquesa je Driescheva teorija o neo-vitalizmu pritegnila, saj je bila podobna Bergsonovi. Raissa je medtem hudo zbolela, zato ji je verski svetovalec, dominikanski menih Fr. Humbert Clérissac, priporočil branje del Tomaža Akvinskega. Navdušena nad mišljenjem Akvinskega je pozvala svojega moža k preučevanju njegove literature. Jacques je odkril, da ima sam podoben pogled na življenje kot ga je imel Tomaž, kar ga je še bolj presunilo. 
Leta 1912 je Maritain začel učiti na Collège Stanislas, kasneje pa se je prestavil na Katoliški inštitut v Parizu. Med letoma 1916 in 1917 je učil na Petit Séminaire de Versailles leta 1933 pa je prvič predaval v Severni Ameriki v Torontu, in sicer na Papeškem inštitutu srednjeveških znanosti. Predaval je tudi na univerzah v Kolumbiji, Chicagu, Notre Damu in Princetonu. Bil je tudi francoski ambasador v Vatikanu. 
Nekaj let kasneje se je vrnil na univerzo v Princetonu, kjer je dosegel »Elysian status«, čast zaslužnega profesorja. Njegova žena Raissa je umrla leta 1960, po njeni smrti pa je Jacques izdal njen dnevnik z naslovom »Raissin dnevnik«. Nekaj let je bil častni predsednik »Kongresa za kulturno svobodo«, pojavil pa se je tudi kot govorec v Berlinu leta 1960. Od leta 1961 je Maritain živel z Jezusovimi malimi brati (»Little Brothers of Jesus«) v Toulousu v Franciji, 9 let kasneje pa je postal eden izmed njih. 
Jacques in Raissa Maritain sta pokopana v Kolbsheimu, majhni francoski vasici v Alzaciji, kjer je Maritain s svojima prijateljema Antoinetto in Alexandrom Gruneliusom preživel veliko poletij.

## Delo
Na Maritainovo stališče sta vplivala predvsem Aristotel in Tomaž Akvinski s filozofskim in teološkim naukom tomizmom. Bil je privrženec eklekticizma, kar pomeni, da je prevzemal in spajal različne nauke in ugotovitve. Maritain je zagovarjal filozofijo kot znanost in jo tudi razglašal za kraljico vseh znanosti.
Leta 1910 je Jacques Maritain napisal svoj prvi članek Moderna znanost posvečen moderni filozofiji, ki je izšel v Revue de Philosophie. V članku je ostro in ognjevito obračunal z uporabo moderne znanosti, »surovega božanstva«, »trdnjave duha in tega sveta«, »skladišča zmedenosti in lažnih misli«. Obračunal pa ni le z napuhnjenim racionalizmom »intelektualcev, pijanih od hipotez«, temveč tudi s »samovšečnostjo« in »povprečnostjo« katoličanov, ki so zanemarili teologijo in se zadovoljili z »ignorantsko vero«.
Leta 1917 je Maritain dobil enoletni dopust, da bi pripravil knjigo Uvod v filozofijo - Introduction à la Philosophie. Istočasno je pričel s pisanjem še enega dela  Umetnost in sholastika - Art et scolastique, ki je izšlo leta 1920. V njem je načel vprašanje odnosa med umetnostjo in vero, iskanjem vzporednic med nadrealizmom, ki je priviligiral sanjsko in podzavestno, ter med srednjeveško sholastiko temelječo na Aritstotlovem razumu.
Med drugo svetovno vojno je protestiral politiki Vichijeve vlade. Po vojni je zaporosil Papeža naj javno spregovori o problematiki antisemitizma in o zlu holokavstva, a mu prošnje ni ugodil. 
Večina Maritainovih ameriških del se nahaja na Univerzi Notre Dame, kjer so leta 1957 ustanovili The Jacques Maritain Center. Namen centra je spodbujanje študij in raziskav na področju Maritainovega življenja in njegovega mišljenja. Leta 1962 je Maritain v Kolbsheimu ustanovil združenje Cercle d'Etudes Jacques & Raïssa Maritain.

### Splošno ozadje
Maritain se je zaobljubil, da bo večno sledil mišljenju italijanskega filozofa in krščanskega teologa Tomaža Akvinskega, zato njegova dela pogosto vsebujejo citate in omembe Tomaževih besedil. Medtem ko je bila Maritainova spreobrnitev h katolištvu posledica osebnih vzgibov in vpliva prijateljev, je bilo zagovarjanje katolištva in tomizma podkrepljeno z dogodki v povezavi s katoliško cerkvijo. Maritainovo pozornost je sprva pritegnil Spinoza z idealizmom, kasneje pa Bergson z vitalno intuitivnostjo, kar mu je omogočilo kritično distanco pri zagovarjanju katolištva. Kritičnost je tisto, kar ga je ločevalo od sodobnikov in ga naredilo bolj priznanega. Menil je, da filozofija ne bi smela le ponavljati pogledov Tomaža Akvinskega, temveč razviti nova stališča tomizma, ki bi se navezovala na probleme tedanjega sveta. 

### Metafizika
Čeprav se Maritain do metafizike ni nikoli javno in jasno opredelil, se njegovo delovanje na tem področju kaže v nekaterih njegovih delih kot na primer v Uvod v metafiziko: Sedem pridig o obstoju (1934), Znanost in modrost (1935) ter Obstoj in obstoječ (1947).
V nasprotju s pričakovanji Maritain ni sledil tradiciji Tomaža Akvinskega, saj je s svojim razmišljanjem več kot le obnovil in potrdil njegovo stališče. Nasploh je Maritain hotel prenoviti vidik Akvinskega, kar je izrazil v svojem delu Uvod v metafiziko. Menil je, da obstajajo določena temeljna metafizična vprašanja, ki jih je Akvinski pravilno zastavil, vendar pa v celoti ne držijo. Strinjal se je z odgovorom na vprašanje problema koristnosti in množine; kako je lahko stvar enotna in različna in hkrati pripada točno določeni skupini, med seboj enakih stvari. Pri razlagi dileme, razlike med vrsto in vsebino stvari, si je pomagal z mnenjem Tomaža Akvinskega; narava ali bistvo odraža vrsto, medtem ko vsebina določa individualnost. 
Maritainov prispevek ni do potankosti enak metafiziki Akvinskega, saj jo je povezal z moderno znanostjo in filozofijo ter jo tako utemeljil. Menil je, da središče človekovega intelektualnega razmišljanja bit . Bit pa je lahko dojemana z različnih vidikov, ki jih je Maritain razlikoval med razumno bitjo (predmet, ki ga je človekov razum prvo dosegel) in bivajočim kot bivajočim (kar predstavlja metafizika). Na podlagi tega je Maritain razlikoval med dejavnostmi izkustvenega znanstvenika, matematika, filozofa, teologa in mistika. Zanj je bilo utemeljevanje metafizike kot nekakšna skrivnost, ker je to nekaj, kar je prebogato ali »polno z razumljivostjo« . Nenazadnje je skrivnost bivajočega »razumljiva skrivnost«  in po Maritainovem prepirčanju tisti, ki se ne ukvarja z metafiziko, ne more biti filozof . 
S slutnjo bivajočega se prične filozofska misel o bivajočem in Maritain je vztrajal, da je za to, da je vso matafizično znanje sploh možno, potreben nekdo s fotografskim spominom. Intuicija bivajočega, ki je eden od izvorov metafizičnega povpraševanja, ni »nejasna bit zdrave pameti« , temveč »intelektualna slutnja«  ali dojemanje »obstoja«. Maritain je s tem premislekom presegel dognanja Tomaža Akvinskega, ki bi mu bilo vse to tuje.
Intuicija bivajočega je »neposredno in takojšne dojemanje ... Je zelo preprost vidik, nadrejen vsakakeršnemu diskurzivnemu sklepanju ali prikazu resničnosti ...« . Kot je Maritain trdil, je to zavedanje stvarnosti obstoja vsakega posameznika – tistega, ki je odločen in ima dominanten značaj. S tega vidika intuicija niti ni slutnja ali bežno razmišljanje niti ne takšna kot po Bergsonovem mnenju. Ima namreč intelektualen, razumski značaj, je dojemanje nečesa razumljivega in potrebuje »določeno stopnjo intelektualne duhovnosti« . Maritain je trdil, da je prav intuicija bivajočega tisto, kar so Kant in mnogi poznejši filozofi spregledali, in sicer vse dokler se ni uveljavil eksistencializem. Idejna slutnja ali »idejna vizualizacija«  je tisto, kjer »pogledamo ... resničnost ... v obraz«, in v kateri je » izven razuma resničnost odvzeta resničnemu obstoju«. Torej je metafizična intuicija opredeljena ne kot dejansko stanje »kontingence in edinstvenosti« , temveč kot idejna intuicija stvari v perspektivi »razumljivih vrednot« .
Za Maritainovo stališče na področju metafizike je značilen poudarek na obstoječem, zaradi česar so ga sodobniki imeli za eksistencialista. Slednje se kaže tudi v njegovih delih; Obstoj in obstoječ je podnaslovil z Esej o krščanskem eksistencializmu, kjer pa je tudi opredelil svoj pogled kot eksistenčen intelektualizem. Verjel je, da je tak poudarek značilnost doslednega tomizma; »Po čemer se avtentičen Tomizem razlikuje ... je prvenstvo, ki je v skladu z obstojem in intuicijo obstoječega« . Opisani eksistencializem se razlikuje od eksistencializma, čigar predstavniki so bili Kierkegaard, Gabriel Marcel in Jean-Paul Sartre. Po Maritainovem mnenju »avtentičen eksistencializem potrjuje prvenstvo obstoja, ampak kot nakazovanje in ohranjanje bistva ali narave ter kot manifestiranje najvišje zmage uma in razuma« . To je v nasprotju ne le s stališčem sodobnikov, ki so opustili razprave o naravi, bistvu in razumu, temveč tudi z vsemi tistimi, ki so si mislili, da je bilo bistvo ustvarjeno in je šele nato obstajalo. Po Maritainovem mnenju bistvo ni bilo pred obstojem, vendar bi bilo bolje reči, da je bistvo »sposobnost obstajanja« .
Premišljevanje o intuiciji bivajočega in prizadevanje, da se problem razjasni, spremlja vrsta tradicionalnih vprašanj iz področja metafizike in filozofske teologije. Kot podaja Maritain obstajajo štiri osnovna načela metafizike: načelo identitete, zadostnega razloga, učinkovite vzročnosti in dokončnosti. Čeprav resnica ali uporabnost teh načel ni neposredno priznana, je izkustvo tisto, ki dosledno potrjuje in ne more biti zanikano brez nasprotovanja . 
Torej metafizika popolnoma vključuje preiskavo vzroka bivanja – tj. Bog, pri katerem je obstoj nujen za preživetje. Maritain je trdil, da je bivajoče nekaj, kar je moč razumeti s pomočjo intuicije, zato ni presenetljivo, da je zagovarjal slednje: vedenje o obstoju Boga je možno doseči ne samo s pomočjo tomističnih petih načel, ampak tudi z intuicijo.

## Filozofija narave
Maritainovo delo na področju filozofije narave se odraža v številnih njegovih delih. Njegovo prepričanje temelji na mnenjih Aristotla in Tomaža Akvinskega, čeprav je Maritain svoj vidik še bolj razširil. To je najbolj je razvidno iz del Filozofija narave (1935) in Stopnje znanja (1932), vpliv pa je prisoten tudi v delu Seznanitev s filozofijo, 1. del (1920) ter njegovem eseju Znanost in modrost (1935). 
Maritainovo zgodnje izobraževanje in študij sta bila povezana z naravoslovjem. Razočaranje nad pozitivnim pristopom pariških učiteljev do znanosti in njegovo prizadevanje za vpeljavo filozofije (po vzoru Akvinskega) v sodoben svet sta povzročila, da se je Maritain osredotočil na razmerje med filozofijo in znanostjo in posledično začel razvijati filozofijo narave. 
Filozofija narave poskuša analizirati ontološko analizo snovnega, razumnega, »premikajočega se bitja«. Natančneje gre za iskanje prvih načel stvari - torej temelji na načelih, ki presegajo občutek. To je torej »znanje, katerega predmet (prisoten v vseh stvareh snovne narave) je premikajoče se bitje tako kot ontološka načela, ki predstavljajo njegovo nestalnost . Med in nad naravnimi objekti je človeštvo, zato je filozofija najvišja kategorija filozofije narave. Postavljena je med znanostjo in metafiziko; razlikuje se od obeh omenjenih. Ker išče načela, ki so osnova vsem fizičnim objektom, se razteza prek znanosti; še vedno se nanaša na fizične objekte in priznava, da morajo biti sklepi usklajeni s potrditvijo razuma, po drugi strani pa še vedno ni metafizika. 
Po Maritainovem mnenju se naravoslovne raziskave ne razlikujejo dosti od filozofije narave, saj cilj filozofije narave ni zgolj biti odražena na metodah in sklepih znanosti, temveč tudi zagotovitev osnovnih načel. Poleg tega filozofija narave razume, da narave ni možno skrčiti do fizičnega, ravno nasprotno; osredotoči se na bistvo stvari in razrede, katerim te stvari pripadajo. 
Maritain predpostavlja, da obstaja hierarhija med metafiziko in epistemologijo. Filozofija narave je torej deduktivna znanost na prvem nivoju abstrakcije. Metafiziki je podobna v tem, da nagovarja splošne probleme v zvezi z vesoljem, kot na primer povezava do načel nuje in naključnosti. 
Kakšna so torej načela, ki jih tak pristop išče? Filozofijo narave zanimajo predvsem lastnosti gibanja/premikanja, snovi in oblike, življenja in konstitutivnosti živih bitij. Maritain je na to vprašanje odgovoril tako: »Filozofiji narave pripada, da nas uči o naravi števil, količine, prostora, časa, prehodnega ravnanja, vegetativnega in smiselnega življenja, duše in njenih operativnih moči, itd.« .
Maritainova stališča so sprožila vrsto kritičnih razprav. Njemu naklonjeni kritiki (kot na primer Gerald McCool) razpravljajo o tem, da je Maritainovo mnenje o treh različnih stopnjah abstrakcije, ki podpirajo to mnenje, pravzaprav le izkrivljanje mnenja Akvinskega. Bolj »strastni« kritiki so nasprotovali Maritainovi percepciji pozitivizma, nekateri (npr. George Boas) temu, da je Maritain odvisen od teorije bivanja naravnih razredov z nekim bistvom – filozofska teorija, ki naj ne bi bila predpostavljena s strani večine znanstvenikov (Boas, 1952), na kar bi Maritain seveda to odgovoril s tem, da je to natanko njegovo bistvo, ki pa ni objekt emperioloških znanosti. 

## Maritain pri Slovencih
Na slovenskem ozemlju je pred vojno Maritainovim naukom sledil le krog revije Dejanje, katere urednik je bil Edvard Kocbek. Leta 1938 je Maritain v prvi številki revije objavil svoj prispevek Z ljudstvom. Kocbek in Maritain sta imela podobni viziji, saj sta oba odklanjala totalitarna režima, fašizem in komunizem. Ob tem je Maritain zapisal: »Naj bosta v ljudstvu zlo in zabloda še tako močna, je vendar prav ljudstvo velika zakladnica življenjske neposrednosti in nefarizejstva. Dejstvo samo, dejstvo množice je tu važno, zakaj življenje poganja korenine prav v množici, « ter nadaljeval: »Ta dva tabora še zdaleč ne predstavljata celote živih sil naše kulture in človeških zakladov, ki z njimi kultura razpolaga …«. Iz Kocbekovega uvodnika Slovenski človek in iz Maritainovega članka Z ljudstvom pa je razvidno, da sta bili njegova in Kocbekova zgodovinska izbira različni kljub podobnemu krščanskemu izhodišču; Kocbek si je izbral vizionarsko, Maritain pa realistično smer. Obstaja teorija, da naj bi Kocbek od Maritaina prevzel odpor do organiziranega političnega nastopanja katoličanov, kar pa je protislovno, saj se je Maritain zavzemal za čim večjo vključenost kristjanov v svetovno dogajanje. 
Kljub vsem idejam je slovenski tradicionalni tabor ostal brez posluha za Maritaina. Aleš Ušeničnik, predstavnik uradnega neotomizma, je najustvarjalnejšega tomista tistega časa Maritaina ignoriral, kar dokazuje dejstvo, da je bil v prvih desetih knjigah Zbranih spisov, katerih avtor je bil Aleš Ušeničnik, citiran le enkrat.  Med tistimi slovenskim filozofi, ki so temi nasprotovali, je bil tudi Maritainov učenec Janez Janžekovič, ki je o problemu nekoliko ironično dejal: »Mogoče pa Ušeničnik ni znal francoščine!«
O primerjavi Ušeničnika z Maritainom je Alojz Rebula, slovenski avtor biografije Jacquesa Maritaina, zapisal: »Če primerjamo Ušeničnika z Maritainom, je to pač primerjava med talentom in genijem. Ušeničnikovo sporočilo je bilo vsekakor dragoceno na ravni oranja naše filozofske ledine in široke informacije o philosophia perennis, poživljeno tudi s kakšnim kreativnim vzgibom, vendar je nečustvenemu Gorenjcu manjkal rez duhovnega temperamenta in globlje vživetosti v čas.«
Po koncu 2. svetovne vojne je bilo humanistično odprtost v stilu Maritaina moč prepoznati v pisanju svojega učenca s Katoliškega inštituta v Parizu Janeza Janžekoviča, v katerem je Maritain prepoznal izbranega duha in svoje spoznanje tudi zapisal v enega izmed še danes ohranjenih dokumentov. 
Leta 1980 je bila kot 3. zvezek zbirke Duhovni razgledi, ki ga je izdajalo glasilo Naše tromostovje, izdana knjižica Jacques Maritain – človek in mislec. Šele 10 let kasneje, torej v času pokomunistične demokracije, je bil takrat že pokojni Maritain sprejet v slovensko kulturno publicistiko. Prvo prevedeno delo v slovenščino, ki pa ni bilo med njegovimi najbolj reprezentativnimi,  je bilo »Človek in država« izdano v zbirki Claritas Študentske Založbe. Maritainovo globinsko razmišljanje o državotvornosti in narodni zavesti je v današnjem času v Sloveniji vsekakor dobrodošlo. 

### Seznam najpomembnejših del
- Prvenstvo duhovnega, 1927
- Somrak civilizacije, 1932
- Uvod v metafiziko: Sedem pridig o obstoju, 1934
- Filozofija narave, 1935
- Znanost in modrost, 1935
- Integralni humanizem, 1935
- Opomnji, 1936
- Judje med narodi, 1937
- Skrivnost Izraela in druge razprave, 1937
- Božja osebnost, 1943
- Oseba in obči blagor, 1947
- Obstoj in obstoječ, 1947
- Človek in država, 1951
- Opomba k Raissinemu Dnevniku, 1963
- O nebeški cerkvi, 1963
- Filozofija morale, 1960
- Bog in odpuščanje zla, 1963
- Zgodovinski in politični pretres velikih sistemov, 1960
- Garonski kmet, 1966
- O jezusovi milosti in človeškosti, 1967
- O Kristusovi Cerkvi ,1970
- Sproščeni pristopi, 1973

### Dela, prevedena v slovenščino
- Tomaž Akvinski - vodnik moderne dobe, 1993
- Človek in država, 2002
- Po navdihu Tomaža Akvinskega, 2004

### Nagrade
Leta 1963 je Francoska akademija podelila  Maritainu Veliko nagrado za literaturo - Grand prix de Littérature. Jeseni leta 1963 je po oceni žirije prejel Veliko nacionalno literarno nagrado - Grand Prix National des Lettres.

### Reki
- "Gorje mi, če ne tomiziram." - A preface to metaphysics, 1934
- "Občudujem le Boga." - Confession de foi, 1941
- "Umetnik izliva svoj kreativni duh v  delo; filozof ocenjuje svoj duh realno." - Art and Scholasticism, 1935
- "Ne vem, če Saul Alinsky pozna Boga.  Zagotovo pa vem, da Bog pozna Saula Alinskega." - Rebula, A.:Jacques Maritain: Prinašalec smisla, 2004
- "Ne potrebujemo resnice, da nam služi, potrebujemo resnico, kateri lahko mi služimo." - Distinguer pour unir, ou Les degrés du savoir, 1932
- "Tomizem se je tri stoletja (od Descartesa) postil, in moderna filozofija mu bo postregla s slastnimi jedmi." - Rebula, A.:Jacques Maritain: Prinašalec smisla, 2004
- "Nisem neotomist, v celoti vzeto bi bil rajši starotomist, sem - vsaj upam, da sem - tomist." - Rebula, A.:Jacques Maritain: Prinašalec smisla, 2004